# Mohammed bin Zayed Al Nahyan
Mohamed bin Zayed bin Sultan Al Nahyan, in arabo محمد بن زايد بن سلطان آل نهيان‎? (al-ʿAyn, 11 marzo 1961), è un generale e politico emiratino, dal 14 maggio 2022 è il Presidente degli Emirati Arabi Uniti, Sovrano di Abu Dhabi e Comandante Supremo delle Forze Armate degli Emirati Arabi Uniti. È visto come la forza trainante della politica estera interventista degli Emirati Arabi Uniti ed è leader di una campagna contro i movimenti islamisti nel mondo arabo.
Nel gennaio 2014, quando il suo fratellastro Khalifa, presidente degli Emirati Arabi Uniti e sceicco di Emirato di Abu Dhabi, ha subito un ictus, Mohammed bin Zayed Al Nahyan è diventato il sovrano de facto di Abu Dhabi, controllando quasi ogni aspetto della politica degli Emirati Arabi Uniti. A Mohammed bin Zayed è stata affidata la maggior parte del processo decisionale quotidiano dell'Emirato di Abu Dhabi come principe ereditario. Gli accademici hanno caratterizzato Mohammed bin Zayed come il leader dell'uomo forte di un regime autoritario. Nel 2019, il New York Times lo ha nominato come il più potente sovrano arabo e uno degli uomini più potenti della Terra.

## Controversie
Nel 2023, il New Yorker ha riferito che Mohamed stava pagando milioni di euro a una società investigativa privata con sede in Svizzera, Alp Services, per aver orchestrato una campagna diffamatoria contro i suoi obiettivi, tra cui il Qatar e i Fratelli Musulmani. Come parte di questa campagna, Alp ha pubblicato voci false e diffamatorie su Wikipedia e ha pubblicato articoli di propaganda contro gli obiettivi. Si sono svolti molteplici incontri tra il capo di Alp Services, Mario Brero, e un funzionario degli Emirati, Matar Humaid al-Neyadi. Tuttavia, le fatture di Alp sono state inviate direttamente a MbZ. Alp ha utilizzato lo scienziato Lorenzo Vidino per le campagne. A pagamento, ha trasmesso informazioni sensibili su presunti fratelli musulmani, che la società ha utilizzato per operazioni di influenza per conto degli Emirati Arabi Uniti.

## Biografia
Mohammed bin Zayed Al Nahyan è figlio di Zayed bin Sultan Al Nahyan, il fondatore degli Emirati Arabi Uniti che è stato emiro di Abu Dhabi dal 1955 al 2004 e presidente degli Emirati Arabi Uniti dal 1971 al 2004, ed è fratello dell'ex sovrano Khalifa bin Zayed Al Nahyan cui succede, dopo la morte nel maggio 2022, alla Presidenza degli Emirati Arabi Uniti. Ricopre la carica di capo di stato maggiore dell'aviazione militare emiratina.

## Discendenza
Mohammed è sposato con la sceicca Salama bint Hamdan Al Nayhan, sua lontana parente, dal 1980. Hanno nove figli, quattro figli e cinque figlie:
- Sceicca Maryam
- Sceicco Khaled (nato l'8 gennaio, 1982), principe della corona di Abu Dhabi dal 29 marzo 2023. [5]
- Sceicca Shamsa (nata il 18 giugno, 1984)
- Sceicco Theyab
- Sceicco Hamdan
- Sceicca Fatima
- Sceicca Shamma
- Sceicco Zayed
- Sceicca Hassa